# Верхня Уртамка
Верхня Урта́мка (рос. Верхняя Уртамка) — присілок у складі Кожевниковського району Томської області, Росія. Входить до складу Малиновського сільського поселення.

## Населення
Населення — 87 осіб (2010; 154 у 2002).
Національний склад (станом на 2002 рік):
- росіяни — 89 %